# Переродження (роман)
Переродження («Хризальди», або «Лялечки») (англ. The Chrysalids / Re-Birth) — науково-фантастичний роман Джона Віндема, який вийшов у 1955 році. Написаний у типовій манері автора й на думку деяких критиків навіть є найкращим романом Віндема. Ранній рукопис роману спочатку мав назву Time for a Change («Час змін»).

## Сюжет
Події роману відбувається в далекому постапокаліптичному майбутньому, на Лабрадорі, який після ядерної війни став теплішим і придатним для людей місцем. Жителі Лабрадору не відновили повністю цивілізацію після війни, місцеве суспільство в основному аграрне і практикує фундаментальне християнство, згідно з яким нищівна війна була карою людству за його гріхи. Ніяких осередків розвинутої цивілізації більше немає в околицях Лабрадору, на півдні півострова починаються безкраї Джунглі, з яких на фермерів іноді здійснюють набіги дикуни-мутанти. Серед лабрадорцев під дією залишкової радіації також часом народжуються мутанти (мають Відхилення), але їх стерилізують і виганяють з релігійних міркувань, так як згідно з післявоєнного трактату «Одкровення» є тільки одне визначення справжньої людини.
В такому нетерпимому суспільстві, в селі Вакнук, народився й виріс Девід Строрм, син Джозефа Строрма, фанатичного й ортодоксального навіть за місцевими мірками фермера. У ранньому дитинстві йому почало снитися Місто, хоча він тоді не знав, що взагалі існують міста та як вони виглядають. За дружбу з дівчинкою-мутантом Софі Уендер був жорстоко покараний батьком, що стало одним з поворотних моментів у розвитку характеру Девіда. Після цього він дізнається «частина сімейної історії, яку вважав за краще б не знати» — його тітка Гаррієт намагалася підмінити свою дитину-мутанта на народжену дитину його матері — під час огляду. Після народження трьох дітей-мутантів чоловік має право вигнати свою дружину, тому Гаррієт у розпачі. Але мати Девіда проганяє сестру, й Гаррієт здійснює самогубство.
Трохи пізніше він виявив у себе дар обмінюватися думками на відстані з декількома дітьми в околицях. Групі молодих телепатів вистачило природної обережності, щоб нікому не розповідати про цей дар, який навколишні дорослі прийняли б за Відхилення. Старша з групи за віком Анна виходить заміж за нормального хлопця — того самого, який в дитинстві доніс на Софі Вендер. Вона розповідає йому про всіх, і дуже скоро її чоловік Алан гине. Як потім з'ясовується, Аксель таким чином рятував свого улюбленого племінника від шантажу. Вагітна першою дитиною, Анна не витримує й закінчує життя самогубством, залишивши звинувачувальний лист на всіх, включаючи молодшу сестру Девіда Петру та свою власну сестру Рейчел.
Двох інших дівчат з групи в результаті нагромадження подій підозрюють, заарештовують, і обидві гинуть під тортурами.
У підсумку Девід разом з молодшою сестрою Петрою (володаркою дуже сильного телепатичного дару) і кузиною Розаліндою втікають у Джунглі. За допомогою Петри їм вдається встановити зв'язок з цивілізованими мешканцями далекої Селандії (Нова Зеландія), де телепатія є звичайною здатністю для більшості людей. Селандці організую рятувальну експедицію, яка в останній момент приходить на допомогу Девіду та його супутникам, до яких ледь не дістався посланий в Джунглі загін фундаменталістів.
Прибувши в Селандію, Девід впізнає Місто зі своїх дитячих снів. Він з сестрою та Розаліндою тепер в безпеці, на Лабрадорі ж залишилися двоє його колег, Мішель і Рейчел, яким доведеться самостійно дістатися до безпечної Селандії.

## Герої
- Девід Строрм — головний герой, від його особи йде розповідь. У дитинстві товаришував з Софі Вендер, знаючи про її відхилення, але не розповідаючи батькові. Пізніше полюбив Розалінду, проте приховував це через ворожі відносини між їхніми родинами.
- Софі Вендер — дівчинка, яка народилася з шістьма пальцями на кожній нозі. Жила разом з батьками у віддаленій хатині, не могла спілкуватися з іншими дітьми через свою мутації. В кінцевому підсумку була стерилізована і відправлена в Джунглі, де загинула в ході нападу. До кінця життя зберігала теплі почуття до Девіда.
- Джозеф Строрм — батько Девіда й Петри. Він глибоко віруючим і непохитний в питанні Відхилень і богохульства, карав Девіда за найменшу необережність в плані релігії.
- Аксель — дядько Девіда, колишній моряк, побачив інші землі й тому відрізнявся куди більшим кругозором і терпимістю до мутантів, ніж Джозеф Строрм. Саме він порадив Девіду ретельно приховувати прояви його дару.
- Петра Строрм — наймолодша з групи телепатів і в той же час найобдарованіша серед них. Мимоволі — не контролюючи свій дар, стала причиною викриття всієї групи.
- Розалінда Мортон — двоюрідна сестра Девіда, також володіла телепатією. З одного боку, дівчина рішуча й впевнена в собі, але в той же час ранима і довірлива в глибині душі.
- Мішель (в іншому перекладі Майкл) — найпроникливіший та найрішучіший в групі телепатів, відіграє провідну роль в групі. Йому вдалося зберегти в таємниці свої здібності, у фіналі був у загоні переслідувачів й інформував Девіда про його пересування.
- Рейчел — єдина залишилася в Вакнуці з групи телепатів до кінця роману. Вона кохає Мішеля й тому він приймає рішення повернутися за нею.

## Відгуки критиків
Френсіс Маккомас, оглядач New York Times, зазначив, що успіх роману Віндема полягає у «створенні по-людськи зрозумілих персонажів, які, врешті-решт, є більш-менш людьми» і прийшов до висновку, що роман «буде добре відзначений і запам'ятається надовго».
Відомий критик і письменник Деймон Найт писав, що Віндем «не зміг зрозуміти, що шість пальців було б цілком достатньо й правдоподібно; але автора потягнуло до телепатичних мутацій, він зробив Девіда одним з дев'яти телепатів і відтягнув весь сюжет від ретельно вибудуваного раніше фону в сторону проклятої погоні й іншим кліше в кінці... це фатальна помилка».
SFreviews.net дає змішаний відгук про роман. З одного боку, «"хризаліди" підходять болісно близько до статусу найпотужнішої та найглибшої роботи Джона Віндема». Однак «автор катастрофічно спотикається в кульмінаційний момент, підриваючи тематичну основу оповідання».
Рецензент Galaxy Грофф Конклін оцінив роман як «настільки майстерно написаний, що факт відсутності блискучою нової ідеї не має ніякого значення». Ентоні Бучер також знайшов роман створеним з чогось свіжого на знайому тему, похваливши Віндема за «накопичення дрібних правдоподібних деталей» і «більшу глибину й зрілість, ніж він демонстрував у попередніх романах». Критик Пітер Міллер написав у Astounding, що Віндем «розробив тему мутантів так правдоподібно, як ніби-то "Odd John" Олафа Стейплдона, "Слена" ван Вогта й оповідань зі збірки "Mutant" не існувало».
Існують розбіжності серед критиків, чи слід розглядати втручання в кінці роману експедиції Селандії як Deus Ex Machina. Критики погодилися з Віндемом, що дві різні культури в своєму розвитку обов'язково повинні боротися до смерті. Віндем виправдовує це в довгій промові жінки з Селандії наприкінці, але її міркування погано стикуються із закликом до толерантності в першій половині роману. Цей висновок також присутній в Кракен прокидається і «Зозулі Мідвича».

## «Христо-люди»
У деяких електронних бібліотеках можна знайти роман «Христо-люди», авторство якого приписують братам Стругацьким. Насправді це аматорський переклад «Хризальдів» зі вставками, в яких згадуються реалії з різних творів Стругацьких. Брати-письменники ж не мають до «Христо-людей» ніякого відношення, ні як перекладачі, ні як автори.